# Das Magazin
«Das Magazin» — немецкий культурно-развлекательный иллюстрированный журнал, основанный в 1954 году в ГДР.
Публикуемые во времена ГДР художественные эротические фотографии и истории стали той особенностью, с которой этот журнал до сих пор идентифицируется. Зачастую ошибочно указываемый как подпольный, журнал официально издавался в ГДР, субсидировался правительством, и имел наибольший тираж среди журналов страны. При этом, с 1959 года «раздражающий похоть» журнал был запрещён для продажи молодёжи в Австрии.

## История

### Предыстория
Журнал традиционно ведёт историю от одноимённого журнала основанного в Германии в 1924 году и Францем Кёберном, главным редактором был Губерт Микета.
Первая статья журнала была посвящена русской балерине Анне Павловой.
Первое время журнал издавался издательством «Verlag Robert Siodmak» Роберта Сиодмака, затем издательством «Dr. Eysler & Co.».
Журнал ориентировался на американские журналы. Тираж приевышал 200 000 экземпляров. Благодаря художественным фотографиям стал в 1920—1930 годы законодателем моды, так в мае 1929 года девушкой с обложки стала тогда ещё неизвестная актриса Марлен Дитрих, на журнал равнялись многие немецкие журналы того времени, такие как «UHU», «Revue des Monats», «Wiener Magazin» и другие.
Хотя журнал и подстраивался под требования нацистов (так в номере за октябрь 1933 года журнал ратовал за портрет Адольфа Гитлера в каждом доме: «Каждый немец должен иметь эту картину!»), но в июле 1941 года был принудительно закрыт «чтобы освободить людей и материальные ресурсы для других, важных для войны целей». Всего вышло 203 номера журнала.
После войны, в 1949 году Кёберн и Микета пытались возродить журнал в Штутгарте, ФРГ, но вышло только 13 номеров журнала, после чего он был закрыт по финансовым причинам.
Однако, ведение истории журнала ГДР и его связь с журналом Кёберна ставится под сомнение — кроме названия и частично тематики, ни юридическим правопреемством, ни журналистским составом или редакционной политикой, журнал основанный в ГДР с ним не связан, о существовании журнала Кёберна на страницах журнала ГДР было упомянуто лишь в конце 80-х годов, традиция издательства вести историю с 1924 года возникла в 90-е годы.

### Журнал «Das Magazin» ГДР
После событий 1953 года, Верховный комиссар СССР в ГДР В. С. Семёнов вызвал на совещание главных редакторов журналов и газет ГДР, а также главного редактора издательства «Новый Берлин» и раскритиковал их за скучную и незанимательную прессу; в результате были приняты меры — так появились развлекательный журнал «Das Magazin» и сатирический «Уленшпигель».
Первый номер журнала вышел 17 июля 1954 года в столице ГДР Восточном Берлине в издательстве «Новый Берлин».
Первым редактором был Хайнц Шмидт, но через пять лет его сменила Хильда Айслер, руководившая журналом следующие 20 лет, в 1979—1991 годах редактором был Манфред Гебхардт.
К разряду «толстых» журналов не относился — объём не превышал 80 страниц. По содержанию: смесь литературы, репортажей, фельетонов и сатиры, рецензий, в том числе музыкальных. Страницы журнала оформлялись рисунками, карикатурами и фотографиями.
Журнал не был подцензурным, в отличие от, например, сатирического журнала «Уленшпигель», и его номера представлялись в Комитет по культуре уже после выхода, хотя внутренняя редакционная цензура имела место.
В апреле 1954 года, уже через четыре месяца после запуска журнала, издатель написал в Министерство культуры ГДР письмо с просьбой удвоить тираж до 300 000 экземпляров.
Через десять лет тираж достиг 425 000 экземпляров.
Классифицированный как основной продукт социалистического культурного производства, который должен быть доступен для работников по доступной цене, журнал в значительной степени субсидировался государством, что не позволяло выпускать необходимые тиражи и сказалось на доступности журнала. Также причиной ограничения тиража было также острая нехватка в ГДР бумаги, её не хватало даже на партийные издания. Журнал быстро стал объектом коллекционирования. 20-летие журнала в 1974 году было отмечено заголовком «20 лет в дефиците».
В 1981 году тираж журнала достиг своей высшей точки в 569 000 экземпляров, став самым массовым журналом в ГДР — для сравнения тогда же журнал «Уленшпигель» имел тираж в 481 000 экз., а официальный орган СЕПГ газета «Neues Deutschland» выходила тиражом в 1,1 млн экземпляров.

### После 1990 года
В 1990 году журнал стал принадлежать издательству «G+J», была изменена концепция — эротические образы стали более агрессивными, что, вопреки ожиданиям, повлекло снижение тиража.
Редакция частично вернулась к проверенной концепции, но прежней популярности журнал достичь не смог, несколько раз менял издателя, в 2001 году прошёл процедуру банкротства, однако, оставлся на рынке — одним из немногих изданий ГДР переживших 90-е годы.
На 2014 год тираж составлял 45 000 экземпляров, 75 % тиража по-прежнему шло в Восточную Германию.

## Эротика в журнале
Уже в первом номере журнала появилась фотография голой модели, но пока скрытой за рифлёным стеклом, в дальнейшем публикуемые снимки стали откровеннее.
«Das Magazin» был очень популярен не только на родине, но и в других странах социалистического содружества. Секрет его популярности был в том, что на его страницах печатались превосходные снимки обнажённой натуры. Это был как бы облегчённый вариант журнала «Плейбой».
Известно, что журнал изучал западные тенденции, редакция имела подписку на журнал «Плейбой».
В 1959 году МВД Австрии увидело «провокационное положение ног» модели на фотографии в журнале и запретило продажу журнала молодёжи, так как «существует опасность раздражения похоти».
При этом, журнал никогда не был в ГДР монополистом на публикацию «ню», подобные снимки были и в других журналах, а после падения Берлинской стены в начале 80-х политбюро ЦК СЕПГ в целях применения контрмер по распространению западной идеологии приняло специальное закрытое постановление, рекомендующее публикацию обнажённой натуры в каждом иллюстрированном журнале: Neue Berliner Illustrierte, Freie Welt и др.
Если долгое время помещаемые в журнале фотографии «ню» были сделаны в «естественной» манере, без ювелирных украшений, аксессуаров и сложных причёсок у моделей, с минимумом макияжа, чем они и отличались от западного стиля, то в 1980-х годах стали откровенно сексуальными.

В отличие от СССР, в социалистической ГДР была разрешенная цензурой эротика. Моделям, правда, запрещалось выглядеть вызывающе сексуально — никакой броской косметики, искусственно увеличенной груди и так далее. Считалось, что героини «Das Magazin» символизируют красоту, свободу и уверенность в себе счастливой социалистической немки.— 

## Критика и отзывы
Когда в конце 1980-х «восточную» эротику стала сменять западная порнография, некоторые немцы утверждали, что «чистые» модели журнала «Das Magazin» нравились им больше, чем вульгарные западногерманские порноактрисы.
Журнал в 2000-х годах стал в Германии частью ностальгии по жизни в ГДР, за что критиковался, так «Deutsche Welle» в 2003 году писала о журнале: «созданный когда-то как алиби для властей ГДР, которые, потрясая этим малотиражным социалистическим „плэйбойчиком“, могли говорить: смотрите какая у нас свобода — вот эротика».
Стоит отметить, что малотиражным журнал назвать сложно: на начало 1980-х годов журнал имел самый большой тираж среди журналов ГДР, и с тиражом в 569 000 экз. в 1981 году, при населении ГДР в 16 млн человек, журнал в ГДР сопоставим по числу экземпляров на душу населения с журналом «Плейбой» в США, имевшим тираж в 7 млн экз. при населении США в 226 млн человек. Дефицит же журнала в ГДР объясняется тем, что это был единственный эротический журнал в стране.

## Сотрудники журнала
На протяжении 20 лет, в 1959—1979 годах — период расцвета журнала, его главным редактором была Хильда Айслер.
В журнале печатались Арнольд Цвейг, Криста Вольф, Анна Зегерс и другие известные писатели.
Среди работавших в журнале фотографов: Сибилла Бергеман (работала в редакции в 1965—1967 гг., в журнале опубликованы её первые снимки), Арно Фишер, Дэвид Гамильтон, Мирослав Тихий.
На протяжении многих лет иллюстрацией обложки занимался художник Вернер Клемке: с 1955 по 1991 год он оформил 423 обложки — уникальный случай в истории немецкой печати.

## Интересные факты
- Вернер Клемке ввёл одну особенность обложки журнала — на ней, если внимательно присмотреться, всегда можно было отыскать изображение… котёнка. Как отметила на страницах московских «Известий» журналистка Татьяна Тэсс: «Лукавый этот котёнок, маленький, как чёрная клякса, ловко прячется в рисунке, и читатели разыскивают его с неизменной охотой».
- В 1964 году журнал писал о группе «Битлз», в самом начале битломании, ещё до гастролей группы в США[3].
- Фотограф Хельмут Ньютон — один из самых значимых фотографов журнала Vogue, известный работами в жанре «ню», автор фразы «Sex sells» («секс помогает продавать»), в своей автобиографии писал, что первое знакомство с фото «ню» для него произошло в возрасте шести лет — с лежащих в столе отца журналов Das Magazin: «Там был раздел с красивыми голенькими моделями»[10].